# Llangynidr
Llangynidr es una localidad situada en Powys, Gales (Reino Unido). Tiene una población estimada, a mediados de 2019, de 1045 habitantes.
Está ubicada al este de Gales, a poca distancia de la frontera con Inglaterra.